# Vallibonavenatrix

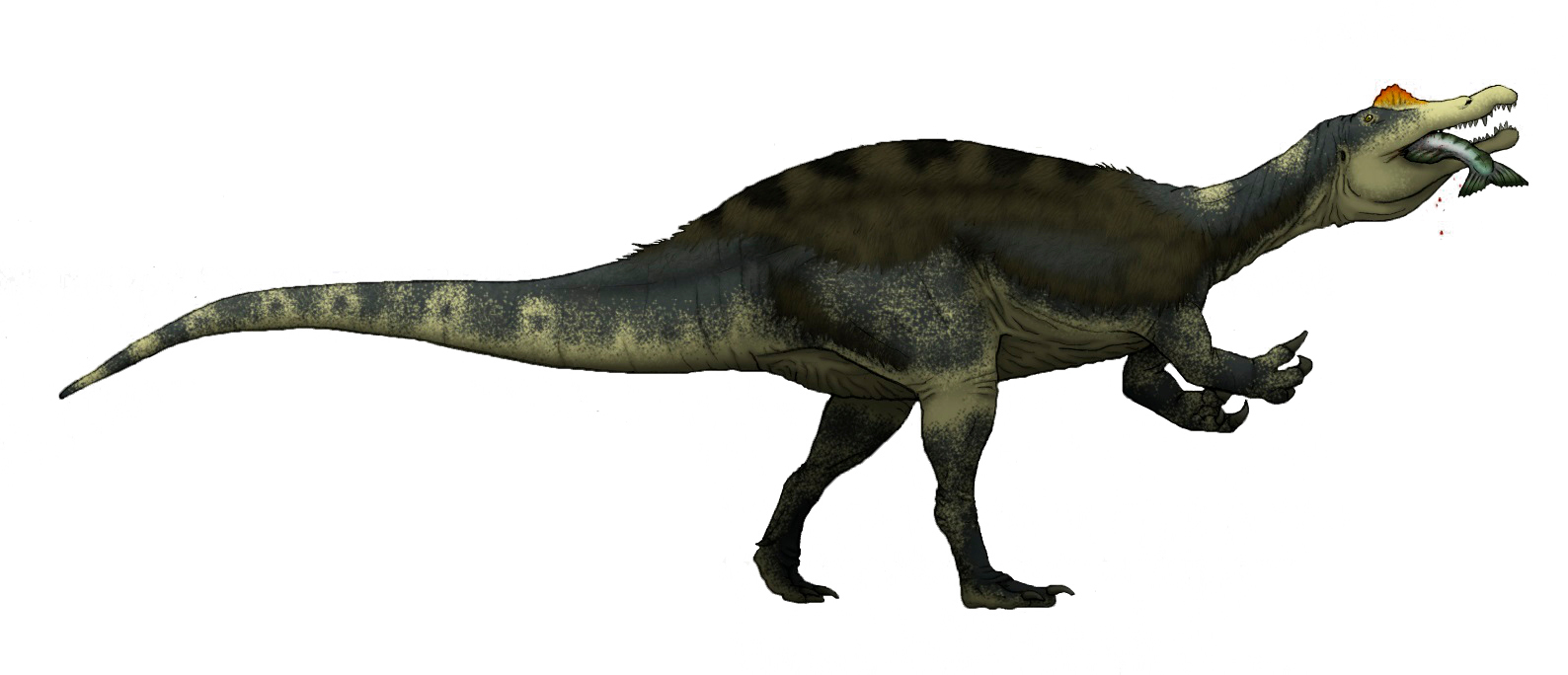
Vallibonavenatrix cani

Vallibonavenatrix cani is een vleesetende theropode dinosauriër, behorende tot de Spinosauroidea, die tijdens het vroege Krijt leefde in het gebied van het huidige Spanje.

## Vondst en naamgeving
Eind jaren tachtig en begin jaren negentig groef een amateurpaleontoloog, Juan Cano Forner, op de vindplaats van Santa Águeda in Vallibona botten op van dinosauriërs. Die voegde hij toe aan zijn persoonlijke verzameling te Sant Mateu. Onder de beenderen bevonden zich ook de resten van een theropode waarvan in 2007 voorlopig het bekken wetenschappelijk beschreven werd door Gómez-Fernández e.a. In 2018 voerde de Grupo de Biología Evolutiva aanvullende opgravingen uit op de locatie maar wist niets van belang te vinden. De theropode vertegenwoordigde duidelijk een nog onbekende soort.
In 2019 werd de typesoort Vallibonavenatrix cani benoemd en beschreven door Elisabete Malafaia, José Miguel Gasulla, Fernando Escaso, Iván Narváez, José Luis Sanz en Francisco Ortega. De geslachtsnaam verbindt Villabona met het Latijn venatrix, "vrouwelijke jager". De soortaanduiding eert Cano Forner als ontdekker.
De soortsbeschrijving is gebaseerd op een reeks syntypen die gevonden zijn in een laag van de Arcillas de Morella-formatie, die dateert uit het late Barremien, ruim 125 miljoen jaar oud. Deze vondsten vertegenwoordigen een gedeeltelijk skelet zonder schedel van één enkel individu waarvan het bekken en wervels bewaard zijn. Het betreft de specimina MSMCa-12: een middelste halswervel; MSMCa-10–11, 18, 20, 24, 53: zes ruggenwervels; MSMCa-6: een volledig heiligbeen; MSMCa-27–28: stukken doornuitsteeksel; MSMCa-9, 13–15, 22–23: vier staartwervels; MSMCa-19-32–33: stukken rib en drie chevrons; MSMCa-4: het linkerdarmbeen; MSMCa-5: stukken van de onderkant van het rechterdarmbeen; MSMCa-1: de bovenzijde van het rechterzitbeen; MSMCa-3: de onderzijde van het rechterzitbeen; MSMCa-1: een stuk linkerzitbeen; en MSMCa-55: het hoofdlichaam van een schaambeen.

## Beschrijving

### Grootte en onderscheidende kenmerken
Vallibonavenatrix is een middelgrote spinosauride. Het heiligbeen heeft een lengte van 465 millimeter, wat wijst op een lichaamslengte van ruwweg zeven meter.
De beschrijvers wisten enkele onderscheidende kenmerken vast te stellen. Het zijn autapomorfieën, unieke afgeleide eigenschappen. Op de rug zijn de doornuitsteeksels slechts matig hoog ten opzichte van de wervellichamen. De sacrale wervels hebben diepe pleurocoelen en pneumatische openingen. Het darmbeen is sterk gepneumatiseerd met grote interne luchtkamers. Bij het achterblad van het darmbeen, bevindt zich een breed en plat platform op de binnenste onderrand, aan de bovenkant begrensd door een diepe groeve. De schacht van het zitbeen is onderaan sterk om de lengteas gewrongen. Opvallend is dat al deze autapomorfieën gedeeld worden met Camarillasaurus uit oudere lagen van de formatie. Dat ze toch als onderscheidend kunnen gelden komt omdat dit geacht wordt een lid van de Ceratosauria te zijn. Mocht dit onjuist blijken dan zijn er volgens de beschrijvers overigens nog veel verschillen tussen beide taxa zodat Vallibonavenatrix in ieder geval geen jonger synoniem is. Inderdaad vonden latere analyses Cmarillasaurus als een spinosauride.

### Skelet
De halswervel heeft een diepe scherpe kiel die naar voren uitloopt in een hypapofyse. De voorste ruggenwervel is opisthocoel en heeft een grote pleurocoel die gescheiden wordt door een zwakke richel. Dit zijn typisch spinosaurische kenmerken. Bij de middelste ruggenwervels heeft het zijuitsteeksel heeft drie diepe uithollingen op de onderzijde. Het doornuitsteeksel is overdwars dun, in zijaanzicht matig breed en matig hoog, ongeveer even hoog als het wervellichaam. Er is dus geen extreme rugkam. De onderste zijkanten hebben verticale groeven als bij baryonychinen. De achterste ruggenwervels zijn sterk spoelvormig.
Het heiligbeen telt vijf wervels en is volledig vergroeid, een teken dat het om een volwassen exemplaar gaat. De derde sacrale wervel heeft op de onderzijde een lengtegroeve en de vijfde een lengterichel. Vooral de voorste wervels hebben diepe pleurocoelen. De doornuitsteeksels zijn smal, hoog en dun.

## Fylogenie
Villabonavenatrix werd in 2019 in de Spinosauridae geplaatst. Een cladistische analyse had als uitkomst dat ze daarbinnen een lid was van Spinosaurinae. Ze vormt echter een kam of polytomie met de andere spinosaurine soorten: hun interne verwantschappen kunnen niet nadere bepaald worden. Een positie in de Spinosaurinae is opvallend want andere spinosauride resten uit Spanje worden gemeenlijk aan de Baryonychinae toegeschreven. Villabonavenatrix deelt de penverbinding tussen darmbeen en zitbeen met de Aziatische Ichthyovenator, wat zou kunnen wijzen op ingewikkelder migratiebewegingen dan eerder verondersteld. De beschrijvers wezen er echter op dat de betrouwbaarheid van de analyse wegens het beperkte materiaal niet heel groot is.